# Jorge Lozano
Jorge Lozano (San Luis Potosí, 17 maggio 1963) è un ex tennista messicano.

## Carriera
In carriera ha vinto 9 titoli di doppio. Nei tornei del Grande Slam ha ottenuto il suo miglior risultato vincendo il doppio misto all'Open di Francia nel 1988, in coppia con la statunitense Lori McNeil, e nel 1990, in coppia con la spagnola Arantxa Sánchez Vicario.
In Coppa Davis ha disputato un totale di 43 partite, ottenendo 20 vittorie e 23 sconfitte.

## Statistiche

### Doppio

#### Vittorie (9)
| Numero | Anno | Torneo                                      | Superficie  | Compagno           | Avversari in finale           | Punteggio     |
| 1.     | 1988 | WCT Tournament of Champions, Forest Hills   | Terra rossa | Todd Witsken       | Pieter Aldrich Danie Visser   | 6–3, 7–6      |
| 2.     | 1988 | Internazionali d'Italia, Roma               | Terra rossa | Todd Witsken       | Anders Järryd Tomáš Šmíd      | 6–3, 6–3      |
| 3.     | 1988 | U.S. Pro Tennis Championships, Boston       | Terra rossa | Todd Witsken       | Bruno Orešar Jaime Yzaga      | 6-2, 7-5      |
| 4.     | 1988 | ATP Volvo International, Stratton Mountain  | Cemento     | Todd Witsken       | Pieter Aldrich Danie Visser   | 6–3, 7–6      |
| 5.     | 1989 | ATP Rio de Janeiro, Rio de Janeiro          | Sintetico   | Todd Witsken       | Patrick McEnroe Tim Wilkison  | 2–6, 6–4, 6–4 |
| 6.     | 1989 | Stockholm Open, Stoccolma                   | Sintetico   | Todd Witsken       | Rick Leach Jim Pugh           | 6–3, 5–7, 6–3 |
| 7.     | 1990 | ABN AMRO World Tennis Tournament, Rotterdam | Sintetico   | Leonardo Lavalle   | Diego Nargiso Nicolás Pereira | 6–3, 7–6      |
| 8.     | 1992 | Grand Prix Hassan II, Casablanca            | Terra rossa | Horacio de la Peña | Ģirts Dzelde T. J. Middleton  | 2-6, 6-4, 7-6 |
| 9.     | 1993 | Athens Open, Atene                          | Terra rossa | Horacio de la Peña | Royce Deppe John Sullivan     | 3–6, 6–1, 6–2 |

### Doppio misto

#### Vittorie (2)
| Numero | Anno | Torneo                  | Superficie  | Compagna                | Avversari in finale             | Punteggio |
| 1.     | 1998 | Open di Francia, Parigi | Terra rossa | Lori McNeil             | Brenda Schultz Michiel Schapers | 7–5, 6–2  |
| 2.     | 1999 | Open di Francia, Parigi | Terra rossa | Arantxa Sánchez Vicario | Nicole Bradtke Danie Visser     | 7–6, 7–6  |